# Jūlijs Vanags
Jūlijs Vanags (8 de julho de 1903 ou 25 de junho no Antigo Calendário, no distrito de Jēkabpils - 1986,12 octubre) foi um escritor letão e tradutor.